# Жюнольц
Жюно́льц (фр. Jungholtz) — коммуна на северо-востоке Франции в регионе Гранд-Эст (бывший Эльзас — Шампань — Арденны — Лотарингия), департамент Верхний Рейн, округ Тан — Гебвиллер, кантон Гебвиллер. До марта 2015 года коммуна административно входила в состав упразднённого кантона Сульц-О-Рен (округ Гебвиллер).
Площадь коммуны — 4,0 км², население — 902 человека (2006) с тенденцией к росту: 913 человек (2012), плотность населения — 228,3 чел/км².

## Население
Численность населения коммуны в 2011 году составляла 906 человек, а в 2012 году — 913 человек.
| 1962 | 1968 | 1975 | 1982 | 1990 | 1999 | 2005 | 2006 | 2010 | 2011 | 2012 |
| ---- | ---- | ---- | ---- | ---- | ---- | ---- | ---- | ---- | ---- | ---- |
| 663  | 678  | 669  | 653  | 677  | 658  | 889  | 902  | 906  | 906  | 913  |

Динамика населения:

## Экономика
В 2010 году из 585 человек трудоспособного возраста (от 15 до 64 лет) 454 были экономически активными, 131 — неактивными (показатель активности 77,6 %, в 1999 году — 70,1 %). Из 454 активных трудоспособных жителей работали 422 человека (217 мужчин и 205 женщин), 32 числились безработными (18 мужчин и 14 женщин). Среди 131 трудоспособных неактивных граждан 39 были учениками либо студентами, 58 — пенсионерами, а ещё 34 — были неактивны в силу других причин.
На протяжении 2011 года в коммуне числилось 364 облагаемых налогом домохозяйства, в которых проживало 901 человек. При этом медиана доходов составила 23245,5 евро на одного налогоплательщика.

## Достопримечательности (фотогалерея)

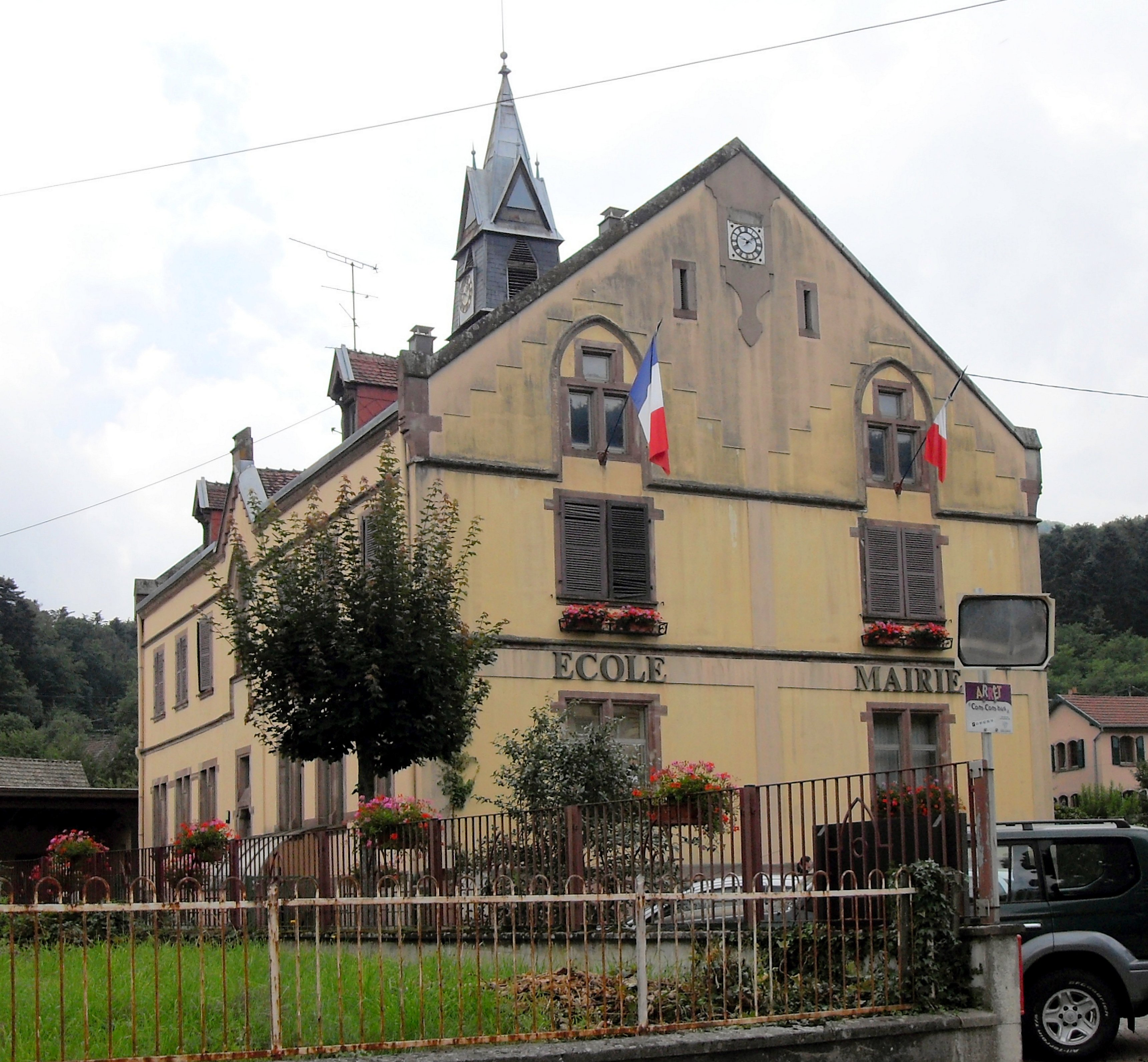
Здание мэрии
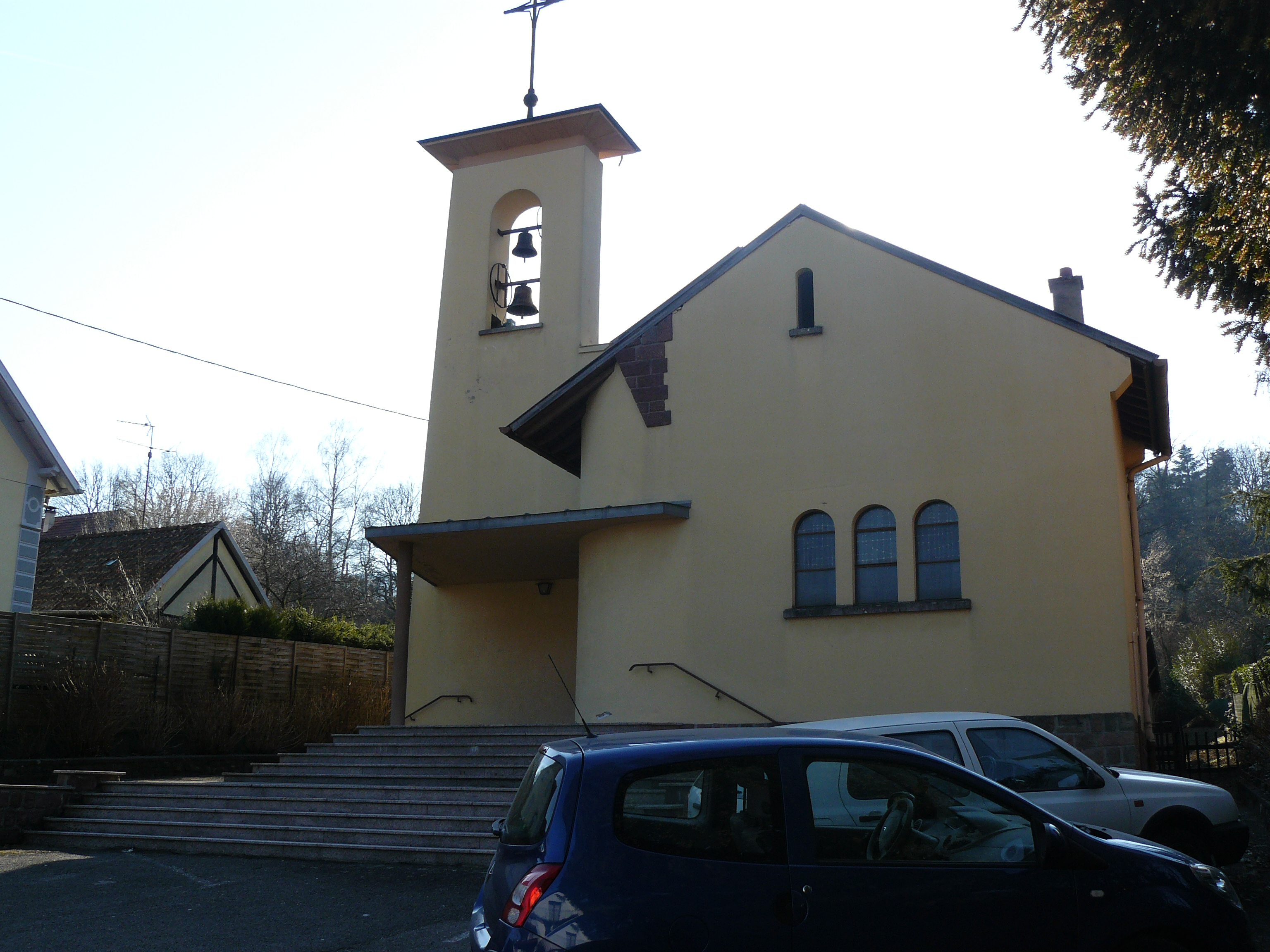
Часовня Сен-Жозеф
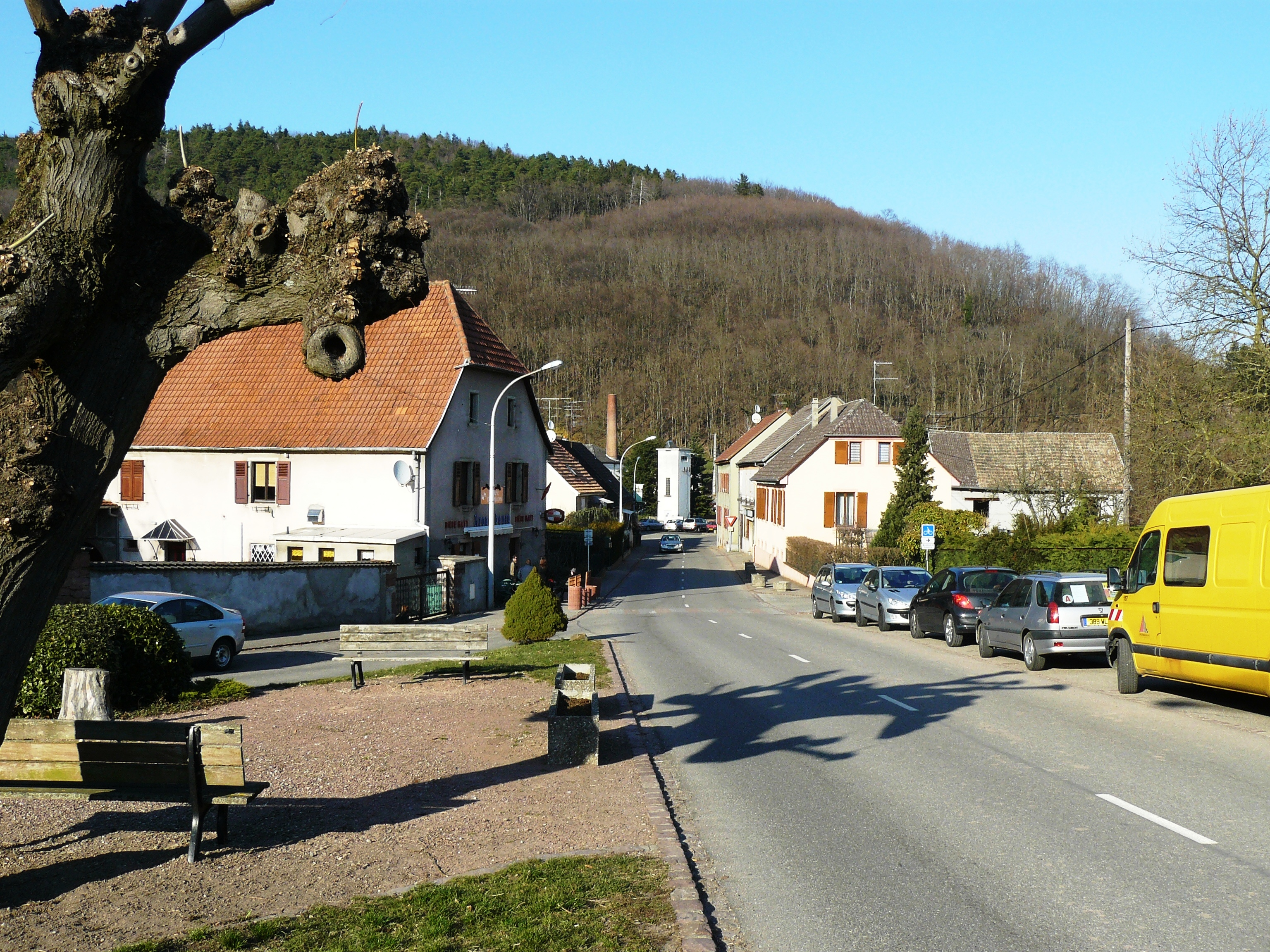
Центральная улица